# Freycinetia berbakensis
Freycinetia berbakensis är en enhjärtbladig växtart som beskrevs av Widjaja, Pasaribu och Hidayat. Freycinetia berbakensis ingår i släktet Freycinetia och familjen Pandanaceae.
Artens utbredningsområde är Sumatera. Inga underarter finns listade.